# Dominic Monaghan

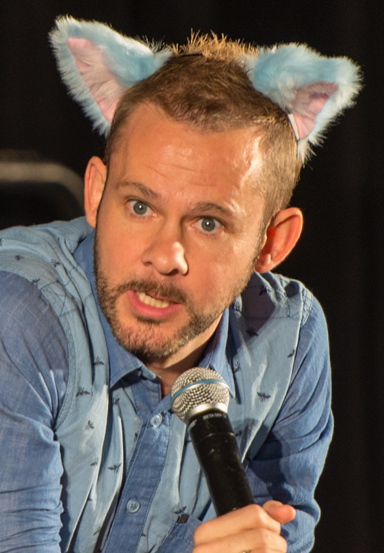
Dominic Monaghan (2013)

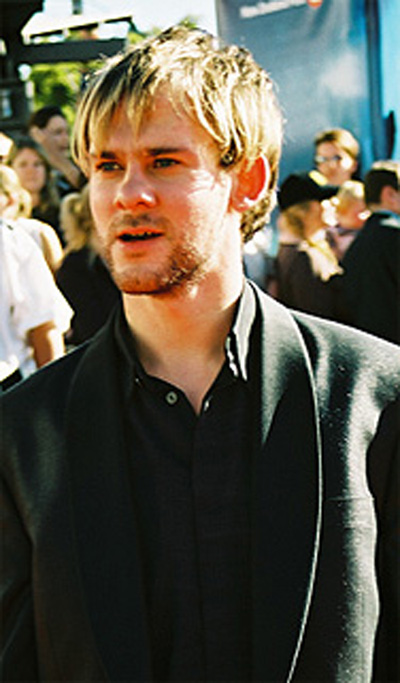
Dominic Monaghan bei der Weltpremiere des dritten Teils von Herr der Ringe in Wellington (Neuseeland) am 1. Dezember 2003.

Dominic Bernard Patrick Luke Monaghan (* 8. Dezember 1976 in Berlin, Deutschland) ist ein britisch-irischer Schauspieler. Er wurde bekannt durch seine Rolle als Hobbit Meriadoc „Merry“ Brandybock in der Verfilmung von Der Herr der Ringe von Regisseur Peter Jackson sowie als Charlie Pace in der Serie Lost.

## Biografie

### Frühes Leben
Dominic Monaghan, eigentlich Dominic Bernard Patrick Luke Monaghan, wurde am 8. Dezember 1976 in Berlin geboren.
Seine Eltern Maureen, eine Krankenschwester, und Austin, ein Lehrer, stammen aus Manchester, England. Dominic hat einen ein Jahr älteren Bruder, Matthew Monaghan, der in Spanien Biologie unterrichtet, aber auch als Sänger und Songwriter tätig ist.
Monaghan lebte in Berlin, Düsseldorf-Lohausen, Stuttgart und Münster. Im Alter von elf Jahren kehrte er mit seiner Familie zurück nach Manchester. Seine Muttersprache ist Englisch, aber er spricht auch fließend Deutsch.
Er besuchte die St. Anne’s RC High School und das Aquinas College, auf dem er englische Literatur, Drama und Geographie studierte.

### Karriere
Nach dem zweiten Jahr auf der St. Anne’s wirkte er regelmäßig bei Schulaufführungen mit, wie Oliver Twist, A Christmas Carol und Bugsy Malone. Später wurde er Mitglied beim Manchester Youth Theatre. Er startete seine Karriere auf britischen Bühnen und machte sich schnell einen Namen. 1996, im Alter von 19 Jahren, war er erstmals im Fernsehen zu sehen. In Hetty Wainthropp Investigates zeigte er gute Leistungen. Vor allem das britische Publikum war sehr von ihm angetan.
Monaghans erste Kinorolle war der Hobbit Meriadoc „Merry“ Brandybock in Peter Jacksons Der-Herr-der-Ringe-Filmen. Ursprünglich sprach er für die Rolle des Frodo vor. Von 2004 bis 2007 spielte er in der Mystery-Fernsehserie Lost eine der Hauptrollen als Charlie Pace.
2009 war er in einer Nebenrolle in X-Men Origins: Wolverine zu sehen. Zudem war er in der ABC-Serie FlashForward zu sehen. Im Musikvideo zu Love the Way You Lie von Eminem und Rihanna, welches im August 2010 veröffentlicht wurde, spielt Monaghan zusammen mit Megan Fox ein Liebespärchen.
In dem 2016 erschienenen Videospiel Quantum Break lieh er dem Charakter William Joyce sowohl sein Aussehen als auch seine Stimme.
Von April 2021 bis Dezember 2022 betrieb er den Podcast The Friendship Onion zusammen mit Billy Boyd. Am 3. Januar 2023 veröffentlichte Monaghan einen Instagram-Post, in dem er erklärte, der Podcast sei auf unbestimmte Zeit pausiert.

## Persönliches
Monaghan setzt sich für den Natur- und Tierschutz ein, unter anderem war er Werbegesicht für PETA. Er trat auch in der Doku-Serie Wild Things with Dominic Monaghan in Erscheinung. In der Serie besuchte er einzigartige Orte, um dort nach den gefährlichsten Tieren der Welt zu suchen.
Auf seinem rechten Arm trägt er eine Tätowierung: das elbische Wort für die Zahl „neun“, – eine Anspielung auf seine Beteiligung als einer der neun Gefährten in Der Herr der Ringe Trilogie. Darunter ist des Weiteren Life Imitates Art (deutsch: „Das Leben ahmt die Kunst nach“), ein Zitat von Oscar Wilde, zu sehen. Auf seinem linken Arm befindet sich die Tätowierung: living is easy with eyes closed (deutsch: „Es lebt sich leicht mit geschlossenen Augen“); einer Zeile aus dem Beatles-Lied Strawberry Fields Forever. Auf dem rechten Unterarm ließ er sich 2010 von der bekannten Tätowierungskünstlerin Kat von D den Satz Luminous beings are we, not this crude matter stechen. Dieser stammt von der Figur des Yoda aus Das Imperium schlägt zurück. Die Tätowier-Prozedur wurde auch filmisch festgehalten für die Reality-Serie LA Ink in Episode 4x01.
Von 2004 bis 2009 war er mit der kanadischen Schauspielerin Evangeline Lilly liiert, die neben ihm in der Fernsehserie Lost spielte.
Im April 2024 gab Monaghan bekannt, dass er zusätzlich die irische Staatsbürgerschaft angenommen habe und begründete seine Entscheidung unter anderem damit, dass er den Austritt des Vereinigten Königreichs aus der EU im Nachhinein nicht befürworte.

## Filmografie (Auswahl)

### Fernsehserien
- 1996: Hetty Wainthropp Investigates (27 Episoden)
- 2000: Monsignor Renard (3 Episoden)
- 2004–2008, 2010: Lost (61 Episoden)
- 2006: The Late Late Show with Craig Ferguson (Episode 2x147)
- 2009: Chuck (Episode 2x12)
- 2009–2010: FlashForward (15 Episoden)
- 2011: Goodnight Burbank (7 Episoden)
- 2012: The Unknown (6 Episoden)
- 2015: 100 Code (The Hundred Code, 12 Episoden)
- 2016: Quantum Break (4 Episoden)
- 2018: Bite Club (8 Episoden)
- 2022: Moonhaven (6 Episoden)

### Spielfilme
- 1997: Hostile Waters – Ein U-Boot-Thriller (Hostile Waters)
- 2000: This Is Personal: The Hunt for the Yorkshire Ripper
- 2001: Der Herr der Ringe: Die Gefährten (The Lord of the Rings: The Fellowship of the Ring)
- 2002: Der Herr der Ringe: Die zwei Türme (The Lord of the Rings: The Two Towers)
- 2003: Der Herr der Ringe: Die Rückkehr des Königs (The Lord of the Rings: The Return of the King)
- 2003: An Insomniac’s Nightmare
- 2004: Spivs
- 2004: The Purifiers
- 2005: Shooting Livien
- 2008: I Sell the Dead
- 2008: Des Teufels Bibel (Devil’s Bible, Sprechrolle)
- 2009: X-Men Origins: Wolverine
- 2011: The Millionaire Tour
- 2011: The Day – Fight. Or Die. (The Day)
- 2011: Detention – Nachsitzen kann tödlich sein (Detention)
- 2012: Soldiers of Fortune
- 2015: Molly Moon (Molly Moon and the Incredible Book of Hypnotism)
- 2016: Pet – Wenn du etwas liebst, lass es nicht los (Pet)
- 2018: Mute
- 2019: Star Wars: Der Aufstieg Skywalkers (Star Wars: The Rise of Skywalker)
- 2019: Radioflash – Welt am Abgrund (Radioflash)
- 2021: Im Herzen des Dschungels (Edge of the World)
- 2021: Last Looks
- 2024: Der Herr der Ringe: Die Schlacht der Rohirrim (The Lord of the Rings: The War of the Rohirrim, Stimme)

### Videospiele
- 2016: Quantum Break
- 2021: Call of Duty: Vanguard

### Synchronsprecher
- 2022: The Legend of Vox Machina (Stimme: Archibald Desnay)[9]

### Musikvideos
- 2010: Love the Way You Lie (Eminem feat. Rihanna)

## Deutsche Synchronstimmen
Alexander Doering lieh ihm in den Herr-der-Ringe-Filmen sowie in einzelnen anderen Projekten seine Stimme. Seit der Serie Lost wird er überwiegend von Tommy Morgenstern synchronisiert.